# Alexander Comyn, 6. Earl of Buchan
Alexander Comyn, 6. Earl of Buchan (* um 1215; † nach 10. Juli 1289) war ein schottischer Adliger und eine der einflussreichsten politischen Figuren Schottlands im 13. Jahrhundert. Er bekleidete eine ganze Reihe von politischen Ämtern, darunter die des Justiciars of Scotia. Zweimal diente er als Guardian of Scotland.

## Herkunft, Erbe und Ehe
Alexander Comyn entstammte dem Clan Comyn. Er war der älteste Sohn von William Comyn, Earl of Buchan aus dessen zweiten Ehe mit Marjory, 5. Countess of Buchan. Er entstammte einer großen Familie. Mit William und Fergus hatte er noch zwei jüngere Brüder und drei Schwestern, dazu mehrere Halbgeschwister aus der ersten Ehe seines Vaters. Sein Vater hatte durch die Heirat mit Marjory den Titel Earl of Buchan erworben, doch nach seinem Tod 1233 blieb Marjory bis zu ihrem Tod um 1244 aus eigenem Recht Countess of Buchan.
Das Earldom Buchan wurde durch die Burgen von Kingedward, Dundarg, Cairnbulg, Rattray, Slains und Ellon beherrscht, dabei war Ellon der Mittelpunkt der Herrschaft, während die von Alexanders Vater um 1219 gestiftete Deer Abbey das religiöse Zentrum war. Kelly mit seinem umfriedeten Jagdpark diente als sein Hauptwohnsitz, während Newburgh das wichtigste Burgh der Herrschaft war. Neben Buchan besaß Alexander Comyn noch weiteren beträchtlichen Landbesitz, darunter ein Gut am Ufer des River Tay bei Scone, Ländereien in Fife sowie in Mortlach. Das wichtige Balvenie Castle in Banffshire war eine wichtige Verbindung nach Badenoch, der wichtigsten Besitzung seines Halbbruders Walter Comyn.
Alexander Comyn heiratete Elizabeth de Quincy, eine der Töchter des englisch-schottischen Magnaten Roger de Quincy, 2. Earl of Winchester. Sie erbte nach dem Tod ihres Vaters 1264 zusammen mit ihren beiden Schwestern dessen Besitzungen, so dass Comyn in den Besitz weiterer Ländereien in Schottland und England kam. Seine Frau erhielt aus dem Erbe Güter in Fife, Galloway, Dumfriesshire und Lothian, dazu umfangreiche Ländereien in England, vor allem in den Midlands. Damit gehörte Alexander Comyn zu den großen anglo-schottischen Baronen. Ab etwa 1275 hatte er das Amt des Constable of Scotland inne, das zuvor auch sein Schwiegervater innegehabt hatte. Mit diesem Amt waren Ländereien in Perth, Clackmannan, Inverness und Cowie bei Stonehaven verbunden. Obwohl Comyn sich in Schottland stark politisch betätigte und sich vor allem um seine nordschottischen Besitzungen kümmerte, vernachlässigte er nicht seine englischen Besitzungen. Diese ließ er durch Bevollmächtigte verwalten. 1282 war er nachweislich in Shepshed, dem Verwaltungszentrum seiner englischen Güter in den Midlands. In den 1280er Jahren übernahmen sein Sohn John Comyn die Verwaltung der Güter in Leicestershire und sein Sohn Roger die Verwaltung der Güter in Northamptonshire.

## Aufstieg zum führenden schottischen Magnaten
Bereits vor 1240 gehörte Comyn zum Gefolge des schottischen Königs Alexander II. In der politisch unruhigen Zeit von 1242 bis 1258 unterstützte er die von den Comyns, hauptsächlich von seinem Halbbruder Walter, dominierte Adelspartei. Nach dem Chronisten Walter Bower war er 1242 zusammen mit seinem Neffen John Comyn führend an der Fehde gegen den Baron Walter Bisset beteiligt. Bisset und sein Neffe John wurden des Mordes an Patrick, 5. Earl of Atholl beschuldigt, der mit den Comyns verwandt gewesen war. Die Bissets waren aber auch potentielle Rivalen der Comyns in Nordschottland. Aufgrund des Drucks der Comyns und zahlreicher anderer Magnaten musste der König schließlich die Bissets verbannen. Aufgrund ihrer Rolle an dem Verfahren verfielen die Comyns beim König in Ungnade. Der König versuchte, die Macht der Comyns zu begrenzen, indem er Alan Durward zum Justiciar ernannte. Dieses wichtige Amt gewann zunehmend an Bedeutung. Auch die Familie Durward gehörte zu den Rivalen der Comyns in Nordschottland, und als Alan Durward nach dem Tod von Alexander II. 1249 versuchte, die Minderjährigkeit des neuen Königs Alexander III. zu seinen Gunsten auszunutzen, betrachteten die Comyns dies als Bedrohung ihrer politischen Vormachtstellung, worauf es zu einem Machtkampf zwischen den beiden Familien und ihren Unterstützern kam. Erst nach einer Intervention des englischen Königs Heinrich III. 1251 gewannen die Comyns die Kontrolle über die Regierung zurück. Als einer der wichtigsten Angehörigen der Familie wurde Alexander Comyn 1253 Justiciar of Scotia. Er löste Philip Meldrum und Michael Mowat ab, die das Amt zusammen innegehabt hatten. Während der Minderjährigkeit des Königs hatten sie aber als nur niederrangige Barone zu wenig Einfluss für das wichtige Amt gehabt. Nach einer erneuten englischen Intervention gelang es Alan Durward 1255, die dominante Stellung der Comyns zu brechen. Alexander Comyn wurde als Justiciar abgelöst. 1257 bemächtigten sich die Comyns jedoch des jungen Königs, wodurch sie wieder die Kontrolle über die Regierung gewannen. 1258 verbündeten sich die Comyns mit den walisischen Fürsten unter Llywelyn ap Gruffydd, wobei Alexander Comyn wieder als Justiciar of Scotia auftrat. Schließlich einigten sich die Comyns mit Alan Durward in einem Kompromiss über eine Aufteilung der Macht. Nach diesem Kompromiss behielt Alexander Comyn das Amt des Justiciars von Scotia. Nach dem Tod seines Halbbruders Walter Ende 1258 wurde er auch politischer Führer der Familie Comyn.

## Politische Tätigkeit unter Alexander III.
Als Justiciar von Scotia war Alexander Comyn nach 1258 einer der wichtigsten Ratgeber von Alexander III. und der Führer der Adligen am Königshof. Er unterstützte die Politik des Königs und durfte häufig als erster Magnat königliche Urkunden bezeugen. Dank seiner Hilfe konnte der König seine Autorität in Südwest- und in Nordschottland ausbauen. 1263 hatte er eine führende Rolle bei der Abwehr des norwegischen Angriffs auf Westschottland. Anschließend unterstützte er als Sheriff von Wigtown und von Dingwall sowie als Baillie von Inverie zwischen 1263 und 1266 die Wiederherstellung der königlich-schottischen Verwaltung. Aufgrund seiner Aufgaben in Schottland nahm Comyn 1276 nicht an dem englischen Feldzug gegen Wales teil, wozu er als englischer Kronvasall aufgerufen wurde. Stattdessen zahlte er ein Schildgeld von 50 Mark. 1282 entschuldigte der schottische König selbst Comyns Abwesenheit beim erneuten Feldzug gegen Wales, da er im Auftrag des Königs in einer wichtigen Mission zu den abgelegenen westschottischen Inseln unterwegs war. Der genaue Grund dieser Reise ist nicht überliefert, anstelle von Alexander Comyn nahm sein Sohn Roger an dem Feldzug teil. 1281 nahm Comyn an den Verhandlungen über eine Heirat der Königstochter Margarete mit König Erik II. von Norwegen teil. Nach dem Tod von Alexander, dem einzigen Sohn des Königs 1284, nahm er dem Parlament in Scone teil, bei dem Margarete von Norwegen, die Tochter von Alexanders Tochter Margarete, als Thronerbin anerkannt wurde. Nach dem Tod von Alexander III. 1286 wurde Comyn als erfahrener Politiker zu einem der sechs Guardians of Scotland gewählt, die die Regentschaft für die abwesende Margarete von Norwegen übernahmen. Dieses Amt behielt er bis zu seinem Tod. Das genaue Datum seines Todes ist unbekannt, urkundlich belegt ist, dass sein Sohn John am 6. April 1290 den Titel Earl of Buchan führte.

## Familie
Comyn konnte durch Heiraten seinen Einfluss ausbauen. Von seinen Schwestern heirateten Elizabeth den Earl of Mar, Jean den Earl of Ross, Idonea den Baron Gilbert Hay und Agnes Philip Meldrum. Aus seiner Ehe mit Elizabeth de Quincy hatte Comyn vier Söhne und fünf Töchter:
- John Comyn, 7. Earl of Buchan (um 1250–1308) ⚭ Isabel Macduff
- Roger Comyn
- Alexander Comyn († nach 1308), ⚭ Joan, Tochter von William Latimer, 1. Baron Latimer
- William Comyn, Propst der St. Mary’s Church, St Andrews, vermutlich auch Bischof von Brechin
- Marjorie, ⚭ Patrick Dunbar, 7. Earl of Dunbar
- Emma/Agnes/Marjory[7], ⚭ Malise, 6. Earl of Strathearn
- Elisabeth, ⚭ Gilbert de Umfraville, 7. Earl of Angus
- Elena, ⚭ William Brechin
- Annora, ⚭ Nicholas de Soulis

Seine Töchter konnte Comyn mit schottischen Magnaten verheiraten, während sein ältester Sohn und Erbe John eine Tochter des Earl of Fife heiratete. Durch diese Heiraten war Comyns Stellung in Schottland nicht nur politisch, sondern auch sozial gesichert. Er hatte in Newburgh und Turriff zwei Armenhäuser gestiftet, dazu hatte er Schenkungen zugunsten der Klöster Deer, Arbroath, Lindores, Inchcolm, Scone und St Andrews gemacht.